# 御幸松 (広島市)
座標: 北緯34度21分15.9秒 東経132度27分40.0秒 / 北緯34.354417度 東経132.461111度

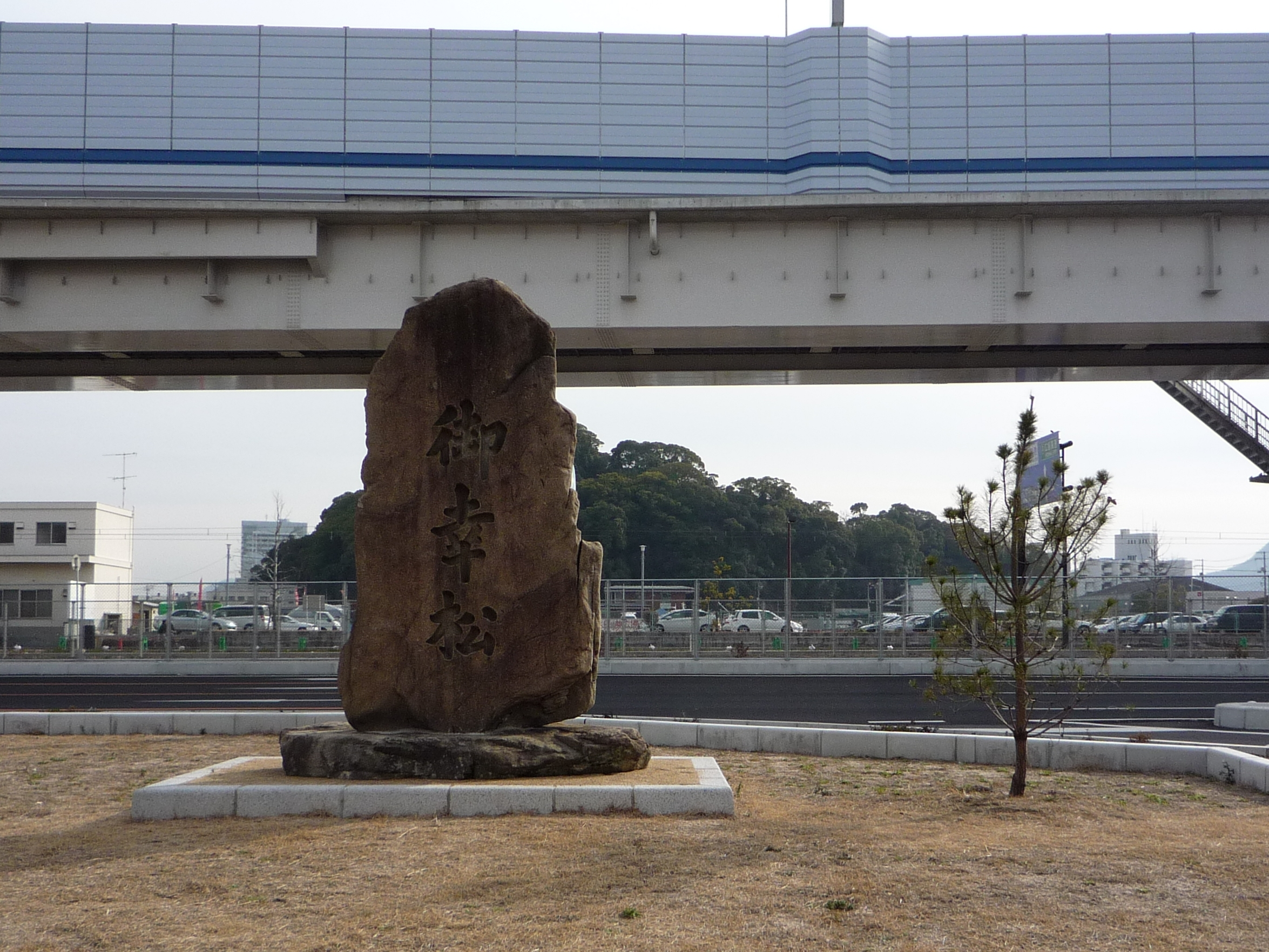
御幸松記念碑とマツ

御幸松（みゆきまつ）は、広島県広島市に存在したマツ。現在の南区宇品海岸二丁目に位置し、その地区の名前として残っている。

## 概要
「御幸」の名のとおり、天皇による行幸を記念して植樹されたマツである。
1885年、明治天皇山陽道行幸を記念して植えられたものであり、当時のものは後に枯れてしまう。記念碑はのちの都市開発により移設されたが、2010年に現在地に戻されマツが新しく植樹されている。
またこの付近の広島港は「宇品御幸松地区」と呼ばれ公園などが整備されている。

## 歴史
元々この地は江戸時代初期は海であった。明治に入り、近代的な貿易港整備の必要性に迫られたこと、廃藩置県以降の旧広島藩士に対する士族授産として大規模な公共工事が考えられていた中で、宇品港（広島港）整備とそれに伴う宇品地区埋め立てが決定した。
1885年（明治18年）この工事の最中、明治天皇による山陽道行幸が行われ、西から広島市中心部を通って宇品港から乗船し東へと進んでいった。この天皇行幸を記念してこの地区に「御幸」の名が付き、現在も宇品御幸や宇品御幸通り（市道南4区557号線）、御幸橋として名が残る。そして、その宇品港からの乗船地点にこの御幸松が植えられた。
なお明治天皇は1894年（明治27年）日清戦争が勃発し広島城内に広島大本営が設置された際に、大本営から宇品港を出発し呉鎮守府を巡啓している。つまり、明治天皇は行き帰りの道中で御幸松の前を通り見た可能性が高い。
1899年（明治32年）には嘉仁皇太子親王（後の大正天皇）行幸記念として更にもう一株植えられている。
ただその松は後に枯れてしまった。
現在も残る御幸松記念碑は、御幸松が植えられた後となる1909年（明治42年）に設置された。松が枯れた後も碑だけは残されていた。1945年（昭和20年）広島市への原子爆弾投下の際に当地にあった遺構、つまり被爆建造物にあたる（最も近くの被爆建物である旧広島県港湾事務所が爆心地から4.64kmであることから当地は爆心地から5km圏内になる）。
ただ1970年（昭和45年）広島県道243号広島港線の拡張工事の際に記念碑は千田廟公園に移設されている。その後、広島南道路建設が進められ地元住民と建設省（現国土交通省）との協議の中で、住民要望により記念碑を元の位置に戻すことが決まり、2010年（平成22年）広島高速3号線部分供用開始に合わせ、”元にあった位置の近く”に移設された。この際に、新しくマツの木を植樹している。

## 宇品御幸松地区
広島港宇品・出島地区内のこの御幸松がある地区は「宇品御幸松地区」と呼称している。
この地区は比較的広いスペースがあり、商業による土地開発が期待されているが、宇品御幸松広場でのフリーマーケット利用にとどまっているため、県を中心に開発が進められている。以下2014年現在での主な公共施設を列挙する。
- 宇品御幸松広場
- 御幸松臨海公園

## 交通
- 御幸松バス停留所下車
- 広島電鉄宇品線・元宇品口停留場下車